# Michelle Dessler
Michelle Dessler is een personage uit de televisieserie 24, gespeeld door Reiko Aylesworth. Ze verscheen voor het eerst in seizoen 2 en voor het laatst in seizoen 5. Ook speelde ze in 24: The Game.
Actrice Reiko Aylesworth deed eerst auditie voor de rol van Nina Myers in seizoen 1, maar die rol ging naar Sarah Clarke. Voor seizoen 2 deed Reiko weer auditie, ditmaal voor de rol van Kate Warner, maar die ging naar Sarah Wynter. Toch waren de makers onder de indruk van haar talent en gaven ze haar de rol van Michelle Dessler. Eigenlijk zou ze na 10 afleveringen weggaan, maar door goede commentaren van de critici lieten ze haar het hele seizoen erin en begonnen ze haar relatie met Tony Almeida in beeld te brengen. In seizoen 3 werd ze toegevoegd aan de hoofdrolspelers en kreeg ze haar eigen verhaallijnen.
Michelle Dessler speelt op 6 personages na de meeste afleveringen in 24, in totaal 62, maar ook na haar dood was ze nog steeds een belangrijk personage in seizoen 7

## Seizoen 2
In seizoen 2 maken we voor het eerst kennis met Michelle Dessler als werknemer bij CTU. Wanneer Jack Bauer terug is bij CTU om een undercoveractie te starten om de nucleaire bom in LA te vinden, helpt Michelle hem vanuit CTU. Als Jack erachter komt dat er een bom afgaat in CTU, vraagt hij aan Michelle en Tony Almeida of zij CTU willen ontruimen. Helaas komt dit bericht te laat aan en zijn Tony en Michelle niet op tijd waardoor er een paar werknemers overlijden, zo ook Paula die later wordt vervangen door een oude bekende van Michelle, Carrie Turner. Carrie was vroeger Michelle's baas en Michelle heeft daar geen goede ervaringen aan overgehouden. Tony, die nu de baas is bij CTU nadat George Mason een dodelijke hoeveelheid plutonium had ingeademd en voor zijn overlijden Tony als hoofd van CTU aanwees, merkt Tony dat Michelle Carrie niet mag en vraagt waarom. Michelle wil het niet vertellen maar nadat Tony er echt op aandringt vertelt Michelle dat Carrie vroeger een relatie met haar broer Danny Dessler had, die alles voor haar had opgeofferd en daarna in de steek werd gelaten door Carrie. Als Danny haar komt bezoeken op CTU ziet hij Carrie. Hij wordt boos en vraagt waarom ze niets meer van haar liet horen. Michelle probeert hem tegen te houden maar dat lukt haar niet. Het loopt zo uit de hand dat Danny wordt weggevoerd. Michelle trekt het allemaal niet meer en moet huilen. Tony begint haar te troosten en dan zoenen ze.
De opname waarin Syed Ali vertelt dat hij een nucleaire bom in Amerika smokkelt, komt van drie landen uit het Midden-Oosten. Als Syed Ali tijdens zijn verhoor door Michelle, zegt dat de opname nep is laat Michelle de opname testen. Uit de test blijkt dat Syed Ali liegt en dat de opname echt is, waardoor President David Palmer een oorlog wil aangaan met de drie landen. Michelle daarentegen is ervan overtuigd dat Syed Ali de waarheid spreekt en de opname inderdaad nep is. Jack is er ook van overtuigd en probeert uit te zoeken hoe het zit. President Palmer gelooft Jack en Michelle maar kan niets doen zonder bewijs.
Wanneer Ryan Chappelle Tony's baan overneemt en het nieuwe hoofd van CTU wordt, vindt hij dat Tony en Michelle zich op andere dingen moeten focussen aangezien hij gelooft dat de opname echt is. Tony en Michelle mogen geen contact meer leggen met Jack, maar doen dat toch. Carrie komt hierachter en verraadt Tony. Tony wordt ontslagen door Chappele, maar Tony gaat hier tegen in en sluit hem op samen met Michelle om de operatie door te zetten.
Als Tony erachter komt dat Chappele gevonden is, stuurt hij Michelle naar een uitzendbusje op de parkeerplaats van CTU waar zij van daaruit Jack kan leiden. Helaas wordt Michelle gevonden en wordt ze samen met Tony gearresteerd. Wanneer Mike Novick opdracht geeft aan Chappele dat de operatie voortgezet moet worden in de naam van President Palmer omdat er een verdachte in de zaak is genoemd Peter Kingsley, worden Tony en Michelle vrijgelaten en kunnen zei hun operatie voortzetten vanuit CTU.
Jack komt erachter dat Sherry Palmer in het complot zit en dwingt haar een ontmoeting met Peter Kingsley te regelen waarin ze bewijs kan leveren dat de opname nep is zodat President Palmer de aanval kan stopzetten en geen oorlog hoeft de beginnen met drie onschuldige landen.
Tijdens de ontmoeting komen ze erachter dat de opname inderdaad nep is en kan President Palmer net op tijd de aanval stoppen wanneer Michelle de opname van het gesprek tussen Sherry en Kingsley naar hem stuurt. Aan het eind zegt Michelle Tony gedag en zegt ze hem morgen weer te zien op CTU.

## Seizoen 3
Aan het begin van seizoen 3 zien we dat Michelle getrouwd is met Tony Almeida. Michelle heeft een hogere functie bij CTU.
Op CTU komt het bericht toe dat er een dreiging is in LA, dat het dodelijke cordilla-virus in de stad wordt verspreid als de gevangen Ramon Salazar niet wordt vrijgelaten. Michelle komt er met Kim Bauer (die sinds kort dan ook bij CTU werkt) achter dat het virus de vorm van cocaïne heeft. Als ze erachter komen dat het in handen is van een tiener genaamd Kyle Singer die denkt dat hij cocaïne verkoopt, wordt Tony gestuurd om hem te vinden. Zonder dat Tony het weet wordt hij in de gaten gehouden en op het moment dat hij Kyle Singer wil arresteren wordt hij in zijn nek geschoten.
Michelle is compleet geschokt door het nieuws maar wordt aangewezen als de nieuwe baas van CTU. Vanaf dat moment heeft ze de leiding bij CTU. Wel wordt ze door het ziekenhuis op de hoogte gehouden hoe het met Tony gaat.
Wanneer Kim Bauer erachter komt dat Gael Ortega (een werknemer bij CTU) voor Ramon Salazar werkt, neemt Ryan Chappelle de leiding over van Michelle bij CTU. Michelle vertrekt vanaf dat moment naar het ziekenhuis om Tony te zien. Wanneer ze Tony in het ziekenhuis vertelt over Gael, wil Tony meteen terug naar CTU. Michelle moet hier als zijn echtgenote, toestemming voor geven aan het ziekenhuis. Michelle wil het niet, maar Tony dwingt haar. Als ze terugkomen op CTU is Ryan Chappelle in een overhoring met Gael. Tony onderbreekt ze en vertelt Chappele en Michelle dat hij, Gael en Jack Bauer met een undercover operatie bezig waren om het vertrouwen te winnen van Ramon en Hector Salazar, om zo het virus in handen te krijgen. Michelle is boos op Tony omdat hij het niet aan haar had verteld, maar volgens Tony was dat noodzakelijk.
Als bij CTU het bericht komt dat het virus wordt vrijgelaten in een hotel, wil Tony het team leiden, maar Chappele wil Michelle het laten doen omdat Tony nog niet volledig hersteld is van het schot in zijn nek. Tony wil absoluut niet dat Michelle de missie gaat leiden, maar Michelle gaat toch. Als Gael in het hotel het virus vindt is hij te laat om het te stoppen, het virus is al afgegaan en wordt verspreid door het hele hotel. Michelle zet de achtervolging op de dader die, als ze hem arresteert, na onderzoek voor Stephen Saunders blijkt te werken. Het aantal slachtoffers door het virus in het hotel groeit heel snel en het loopt uit de hand. Zo erg dat Michelle het niet meer aankan. Michelle heeft zich laten testen of ze het virus heeft en in afwachting op de uitslag laat Michelle Tony via de telefoon weten dat ze heel veel van hem houdt en dat de laatste jaren uit haar leven met hem, de beste jaren voor haar waren.
Uit haar bloedonderzoek blijkt dat Michelle niet besmet is met het cordilla-virus en er immuun voor te zijn. Tony is blij wanneer hij dit hoort, maar dat duurt niet lang. Tony wordt gebeld door Stephen Saunders die hem laat weten dat hij Michelle heeft ontvoerd. Zodra Tony niet doet wat hij zegt, vermoordt hij Michelle.
Nadat Tony alle pogingen van CTU tot het vinden van Saunders heeft gesaboteerd, heeft hij een deal met Saunders dat hij Michelle ruilt voor de dochter van Saunders, Jane Saunders. Jack komt erachter nadat Chloe O'Brian erachter gekomen is dat Saunders Michelle heeft. Jack zet een team in dat nadat ze Michelle terug hebben, Saunders arresteert. De missie verloopt niet zoals als gepland wanneer Michelle ontsnapt. Jack dwingt Michelle dat ze terug moet gaan naar Saunders omdat dit hun enige kans is Saunders te arresteren. De deal tussen Saunders en Tony pakt goed uit voor CTU, wanneer ze Saunders arresteren en Michelle terug hebben. Terug op CTU wordt Tony gearresteerd voor zijn daden die hij uitvoerde voor Saunders. Tony vertelt Michelle dat hij het er voor over had in de gevangenis te gaan om haar te redden. Michelle moet Tony tot haar grote spijt gedag zeggen maar hun relatie loopt voort.

## Seizoen 4
Als Tony Almeida zijn introductie maakt in 24 seizoen 4 vertelt hij aan Jack Bauer en Audrey Raines, dat hij, nadat hij uit de gevangenis kwam omdat hij Michelle had gered in 24 seizoen 3 maar daarmee CTU verraadde, aan alcohol verslaafd raakte en Michelle daardoor van hem wilde scheiden. Na het vertrek van Erin Driscoll als leider van CTU, wordt Michelle door Division gestuurd om haar te vervangen. Michelle ontslaat Sarah Gavin omdat ze haar werk niet goed genoeg doet, en zet Tony op een lagere rang vanwege zijn vroegere drankprobleem. Michelle komt met een plan om een undercover operatie te starten met Jack en Dina Araz om Habib Marwan, de terrorist die verantwoordelijk is voor de aanslagen op LA, te vinden. De operatie mislukt en omdat Jack wordt ontvoerd door Marwan, moet Michelle met hem spreken over een deal waarmee ze Behrooz Araz ruilt voor Jack. Habib Marwan blijkt dit te doen om CTU bezig te houden zodat ze niet een nieuwe aanslag kunnen tegenhouden.
Wanneer de zoon van James Heller een adres weet te geven van iemand die betrokken is in Marwans aanslagen, stuurt Michelle een team naar het adres, dat een hotel blijkt te zijn. Nadat Tony aan Michelle vertelt dat hij weer een relatie met haar wil en CTU met haar wil verlaten, moet Michelle hier over nadenken omdat ze niet iets wil verlaten waar ze 6 jaar lang voor heeft gewerkt. Voordat Tony vertrekt met een CTU om naar het hotel te gaan, vertelt Michelle Tony dat ze ook weer met hem een relatie wil en dat ze daarvoor CTU wil verlaten. Tijdens de operatie onderzoekt Jack het hotel en blijft Tony op de wacht staan. Tony wordt dan ontvoerd door Mandy. Mandy belt Michelle en vertelt haar dat ze Tony heeft ontvoerd. Ze vraagt Michelle of ze hetzelfde voor Tony zou doen als hij 3 jaar terug voor haar deed, toen Tony CTU verraadde om Michelle te redden. Mandy wil dat Michelle zorgt dat de CTU-teams het hotel verlaten zodat zij ongezien weg kan komen. Michelle vertelt Mandy dit te doen, maar laat Jack dit toch weten, omdat ze niet miljoenen levens wil riskeren voor Tony. Mandy komt erachter dat Michelle niet gedaan heeft wat ze haar vroeg en blaast de auto op waar zij en Tony in zitten. Tony is dood en Michelle is in tranen. Als Michelle CTU verlaat, krijgt ze huilend in haar auto een telefoontje van Jack die haar vertelt dat Tony nog in leven is een niet in de opgeblazen auto zat. Michelle vertelt Tony aan de telefoon dat ze van hem houdt.
Wanneer Jack en Tony teruggekomen zijn op CTU, krijgt Jack een telefoontje van David Palmer die Jack vertelt dat de Chinese regering hem komt oppakken wegens het vermoorden van de Chinese kanselier. Iemand uit het bestuur van President Charles Logan is bang dat Jack de Chinezen vertelt dat David Palmer betrokken was in de operatie (wat tot oorlog kan leiden met China) en stuurt iemand om Jack te vermoorden. Jack zet samen met Chloe O'Brian, Tony, Palmer en Michelle zijn eigen dood in scène om zo onder te duiken voor de Chinese regering. Tony en Michelle zetten Jack af op een plek ver van CTU en Jack bedankt hun voor alles wat ze voor hem hebben gedaan. Michelle en Tony rijden weg om een rustig leven te leiden zonder CTU.
`

## Seizoen 5
In 24 (seizoen 5) zijn Michelle en haar man Tony Almeida al anderhalf jaar weg bij CTU. Wanneer Michelle hoort over het nieuws dat David Palmer doodgeschoten is, belt ze Bill Buchanan om CTU te helpen, aangezien ze niet op de dag had kunnen terugkijken met het idee dat ze had kunnen helpen. Tony hangt de telefoon op en vertelt Michelle dat CTU zelf wel belt als ze Michelle terug willen. Michelle vertelt Tony dat zij meer ervaring hebben dan anderen bij CTU, aangezien ze vaker te maken hebben gehad met pogingen om Palmer te vermoorden. Tony vindt daarentegen dat ze genoeg mensen bij CTU hebben en zegt tegen Michelle dat ze nu een nieuwe baan hebben, waarbij ze zo meteen een presentatie moeten houden. Michelle gaat alleen naar CTU, maar Tony besluit toch met haar mee te gaan. Als Tony hun presentatie afbelt, ontploft een bom in de auto van Michelle, nadat Michelle de auto opendeed. Tony rent naar Michelle toe maar Michelle is dood. De auto ontploft en Tony raakt zwaargewond.
Als Tony wakker wordt, vertelt Bill Buchanan hem dat Michelle nog in leven is, om Tony rustig te houden. Tony heeft echter zijn twijfels nadat hij vraagt of hij Michelle kan zien. Als Tony op de computer zoekt, komt hij erachter dat Michelle is omgekomen door de autobom. Op dat moment komt ook Christopher Henderson binnen. Als Tony hoort dat Christopher Henderson achter de aanslag op Michelle zit (in seizoen 6 en seizoen 7 blijken Graem Bauer en Alan Wilson ook in dit complot te zitten), wil hij Henderson vermoorden. Jack beveelt Tony dit niet te doen omdat ze hem nog moeten ondervragen.
Als het Sentox zenuwgas in CTU wordt verspreid, en de medische kamer waar Tony in zit wordt afgesloten, probeert Tony Michelle te wreken door Henderson te vermoorden, maar dit mislukt als Henderson Tony voor is en hem vermoordt. Tony's laatste woorden tegen Jack waren: She's gone Jack, waarmee hij naar Michelle verwijst.
Wanneer Jack Christopher Henderson wil vermoorden, zegt hij tegen hem dat hij hem nooit had laten gaan vanwege het vermoorden van David Palmer, Tony Almeida en Michelle Dessler.

## Seizoen 6
In seizoen 6 blijkt Graem Bauer betrokken te zijn in de moord op Michelle en Tony Almeida.

## Seizoen 7
Als in seizoen 7 blijkt dat Tony Almeida nog steeds in leven is, (Christopher Henderson had met opzet Tony's hart gemist zodat hij hem tegen Jack Bauer kon gebruiken), blijkt aan het eind van het seizoen dat hij op zoek was naar Alan Wilson, de man achter Charles Logan en de man die opdracht gaf Michelle te doden. Als Tony hem wil doodschieten, zegt hij tegen Wilson dat hij niet alleen zijn vrouw vermoordde, maar ook zijn zoon want Michelle was namelijk zwanger van Tony.

## Trivia
- Actrice Reiko Aylesworth beschrijft haar personage Michelle Dessler, als haar favoriete personage ooit. Ze vindt Michelle een sterke vrouw, die haar doet denken aan haar eigen moeder.
- In 2006 (na haar dood in de serie) herenigde actrice Reiko Aylesworth met de crew en cast van 24, om haar stem in te spreken voor 24: The Game.
- Reiko Aylesworth had diverse keren een date met Kiefer Sutherland, die zij leerde kennen op de set. Ook is ze goed bevriend met haar tegenspeler Carlos Bernard.